# فرع سحائي للعصب الحائر
«فرع سحائي للعصب الحائر» «فرع الأم الجافية» هي خيوط عائدة تنشأ من العقدة العصبية العنقية، وتصل إلى الأم الجافية في الحفرة المخية الخلفية لقاعدة الجمجمة.